# Yamila Idrissi
Pour les articles homonymes, voir Idrissi.
Yamila Idrissi, née le 15 avril 1968 à Beni Sidel (Maroc) est une femme politique belge flamande, membre du Parti socialiste flamand.
Elle est assistante sociale et licenciée en droit (VUB), collaboratrice de cabinet (2001-2003) et avocate.
Elle a été présidente du Centre de soutien pour les femmes migrantes.
Yamila Idrissi est à l’origine de la Maison de la culture flamande marocaine Daarkom, ainsi que du musée Kanal.
De décembre 2020 à décembre 2021, elle est directrice du MAD, le centre de la mode et du design bruxellois. Elle est remplacée par Daphrose Nkundwa et Dieter Van Den Storm.

## Fonctions politiques
- 2003-2004 : députée bruxelloise
- députée au Parlement flamand :
  - du 19 novembre 2003 au 12 juin 2004
  - depuis le 7 juin 2009
- membre du Conseil de la communauté marocaine à l'étranger depuis le 21 décembre 2007[3]